# Марсель Діонн
Марсель Елфеж Діонн (фр. Marcel Elphege Dionne; 13 листопада 1950, Драммонвіль, Квебек, Канада) — канадський хокеїст, центральний нападник.
Член зали слави хокею (1992). У «Списку 100 найкращих гравців НХЛ» займає загальне 38-е місце та 16-е серед центральних нападників.

## Клубна кар'єра
Три сезони провів у клубі «Сент-Катарінс Блекгокс» (англ. «St. Catharines Black Hawks»), який грав у юніорській хокейної лізі Онтаріо. Свого часу за цю команду грав Майк Гартнер.
На драфті 1971 року був обраний клубом «Детройт Ред-Вінгс» під загальним другим номером. За команду з Детройта провів чотири сезони. Найбільш вдалим виявився останній (1974/75): отримав трофей Леді Бінг та вперше брав участь у матчі «Всіх зірок НХЛ».
Дванадцять сезонів провів у складі «Лос-Анжелес Кінґз». Перший зірковий хокеїст команди. В сезоні 1976/77 вдруге був нагороджений трофеєм Леді Бінг. Два роки поспіль визнавався найкращим гравцем ліги за версією асоціації гравців Національної хокейної ліги (трофей Лестера Пірсона). В сезоні 1979/80 отримав нагороду Арта Росса, як найрезультативніший гравець регулярного чемпіонату НХЛ.
Завершив хокейну кар'єру, в сезоні 1988/89, у складі клубу «Нью-Йорк Рейнджерс».
За кількістю забитих голів в історії Національної хокейної ліги посідає четверте місце (731), а за набраними очками — п'яте (1771). З 1992 року член зали слави хокею в Торонто, а з 1997 — зали слави канадського спорту в Калгарі.

## Виступи за збірні
Після першого влалого сезону в національній хокейній лізі був запрошеший до збірної Канади. Перебував у резерві національної збірної під час суперсерії 1972 року з радянськими хокеїстами.
Переможець (1976) та фіналіст (1981) Кубку Канади
У складі збірної НХЛ брав участь у Кубку виклику 1979 року.
Учасник чотирьох чемпіонатів світу. На трьох з них збірна Канади здобувала бронзові нагороди. У 1978 році був визнаний найкращим нападником турніру.

## Нагороди та досягнення
- Володар Кубка Канади (1): 1976
- Фіналіст Кубка Канади (1): 1981
- Третій призер чемпіонату світу (3): 1981
- Найкращий нападник чемпіонату світу (1): 1978
- Володар трофею Леді Бінг (2): 1975, 1977
- Володар нагороди Лестера Пірсона (2): 1979, 1980
- Володар трофею Арта Росса (1): 1980
- Гравець першого складу «Всіх зірок НХЛ» (2): 1977, 1980
- Гравець другого складу «Всіх зірок НХЛ» (2): 1979, 1981
- Учасник матчів «Всіх зірок НХЛ» (8): 1975—1978, 1980, 1981, 1983, 1985

## Статистика
Скорочення: І = Ігри, Г = Голи, П = Паси, О = Очки, Штр = Штрафний час у хвилинах